# Hellraiser: Hellseeker
Série Hellraiser
Inferno
(2000) Deader
(2005)
Pour plus de détails, voir Fiche technique et Distribution.
Hellraiser: Hellseeker est un film américano-canadien réalisé par Rick Bota, sorti en 2002, c'est le sixième film de la saga Hellraiser.
Le film suit Kristy Cotton qui a grandi et qui est maintenant mariée à Trevor Gooden. Le couple a un grave accident de la route et Trevor est le seul rescapé. À la suite de cet accident, Trevor se retrouve dans un univers étrange, proche de l'enfer. Le mystère le mènera peu à peu à Pinhead.

## Synopsis
Trevor (Dean Winters) survit à un accident de voiture qui tue sa femme Kristy Cotton (Ashley Laurence). Leur voiture finit dans une rivière en contrebas d'un pont après un coup de volant. Trevor parvient à s'échapper, mais n'arrive pas à sauver Kristy.
Un mois plus tard, Trevor se réveille dans un hôpital, avec une blessure à la tête qui rend sa mémoire incertaine, ayant des visions sans savoir si ce sont des hallucinations ou des bouts de sa mémoire. Harcelé par un policier, Trevor apprend que le corps de Kristy n'a pas été découvert dans la voiture, les portières étant ouvertes. Des meurtres glauques frappent les femmes proches de Trevor et sans qu'il n'arrive à expliquer pourquoi, tout porte à croire qu'il en est l'auteur, même son collègue de bureau qui dit même être son complice.
Les visions de Trevor se font de plus en plus étranges et l'ombre du cénobite Pinhead plane sur lui. L'étau de la police se resserre autour de Trevor, au cours d'un énième malentendu, il est arrêté par ces derniers. Lorsqu'il est emmené dans le sous-sol par un détective, Trevor découvre alors que ce dernier est un cénobite. Mort de peur et frôlant la folie, il rentre dans la morgue pour voir sa femme, soi-disant retrouvée morte quelques heures plus tôt.
Alors qu'il s'apprête à soulever le voile mortuaire, Pinhead apparaît et décide de lui expliquer la vérité. Avant que Kristy et Trevor soit mariés, Pinhead a décelé un fort potentiel chez Trevor : un homme sans honneur, qui s'adonne aux mensonges, à l'adultère et à la manipulation, prêt à tuer sa propre femme avec son ami de travail pour un héritage ; Un parfait cobaye pour le cénobite. Il a donc manipulé Trevor pour que ce dernier offre à Kristy la boîte de puzzle et la force à l'ouvrir, ainsi Pinhead pouvait finir le travail commencé des années plus tôt lorsque Kristy ouvrit pour la première fois la boîte (Hellraiser: Le Pacte) et donc l'emmener elle et son âme dans les enfers. Mais Kristy fit un marché avec les cénobites : le salut de son âme contre le sacrifice de cinq autres. C'est donc ici que tout a commencé, Kristy a tué les trois femmes de Trevor avec qui il l'a trompé, puis son collègue de travail. Trevor ne veut pas entendre la réalité et arrache le voile mortuaire, s'attendant à y voir le corps de sa femme, mais y découvre le sien, trempé, et mort depuis longtemps. 
Trevor comprend alors que la cinquième âme offerte par Kristy aux cénobites n'est autre que la sienne. Sa mémoire lui revient et il se rappelle alors que l'accident de voiture n'était pas dû à un moment d'inattention  mais à sa mort, tué par Kristy d'une balle dans la tête. Il est mort depuis longtemps et maintenant qu'il sait tout, il ne lui reste plus qu'à se faire torturer pour toujours dans l'enfer des cénobites. Retrouver sa mémoire et reconstituer sa terrible personnalité était son châtiment.
Le film se termine sur Kristy après l'accident de voiture, s'en sortant indemne et faisant accuser subtilement de ses meurtres son mari, elle repart donc indemne, libre, mais tenant la boîte aux pouvoirs infernaux dans la main.

## Fiche technique
- Titre : Hellraiser:  Hellseeker
- Réalisation : Rick Bota
- Scénario : Carl V. Dupré et Tim Day
- Décors : Troy Hansen
- Costumes : Brad Gough
- Photographie : John Drake
- Montage : Anthony Adler et Lisa Mozden
- Musique : Stephen Edwards
- Production : Jesse Berdinka, Michael Leahy, Ron Schmidt et Joel Soisson
- Sociétés de production : Dimension Films, Miramax Films et Neo Art & Logic
- Budget : 3 millions de dollars (2,20 millions d'euros)
- Pays de production : États-Unis et Canada
- Format : Couleurs  - 35 mm - 1,85:1 - DTS / Dolby Digital
- Genre : Horreur, fantastique et thriller
- Durée : 89 minutes
- Dates de sortie :
  - États-Unis : 15 octobre 2002 (en DVD)
  - France : 27 janvier 2005 (Festival de Gérardmer) ; 25 octobre 2006 (en DVD)
- Interdit aux moins de 12 ans

## Distribution
- Dean Winters (VF : Jean-Philippe Puymartin) : Trevor Gooden
- Ashley Laurence (VF : Martine Irzenski) : Kirsty Cotton
- Doug Bradley (VF : Patrick Béthune) : Pinhead
- Rachel Hayward (VF : Emmanuèle Bondeville) : le docteur Allison
- Sarah-Jane Redmond : Gwen Stevens
- Jody Thompson (VF : Laura Préjean) : Tawny, la voisine
- Kaaren de Zilva : Sage
- William S. Taylor (VF : Med Hondo) : le détective Lange
- Michael Rogers (VF : Serge Faliu) : le détective Givens
- Trevor White (VF : Vincent Ropion) : Bret
- Ken Camroux (VF : Patrick Béthune) : docteur Ambrose
- Dale Wilson : le chirurgien-chef
- Gus Lynch (VF : Pascal Casanova) : le petit ami de Tawny
- Kyle Cassie : l'auxiliaire médical
- Alec Willows : le portier

## Autour du film
- Le tournage s'est déroulé à Vancouver.

## Distinctions

### Récompenses
- DVD Exclusive Awards 2003 : Meilleurs effets spéciaux (Jamison Scott Goei)

### Distinctions
- DVD Exclusive Awards 2003 : Meilleure photographie, Meilleur montage et Meilleur acteur (Doug Bradley)